# Ichijō Fusaie
Ichijō Fusaie (一条 房家?; 1475 – 1539) è stato un daimyō giapponese del periodo Sengoku tra i capi del clan Ichijō.

## Biografia
Secondo figlio di Ichijō Norifusa, fuggì con quest'ultimo dagli incessanti disordini che avvennero a Kyoto nel 1469. A quel tempo il clan Hosokawa stava perdendo il controllo dell'isola di Shikoku e molti samurai scelsero Fusaie come kampaku della provincia di Tosa. I suoi successori furono Ichijō Fusafuyu (1496-1541) e Ichijō Fusamichi (1520-1549).